# Saku (przystanek kolejowy)
Saku – przystanek kolejowy w miejscowości Saku, w prowincji Harjumaa, w Estonii. Położony jest na linii Tallinn - Parnawa/Viljandi. 
Dawniej stacja kolejowa.

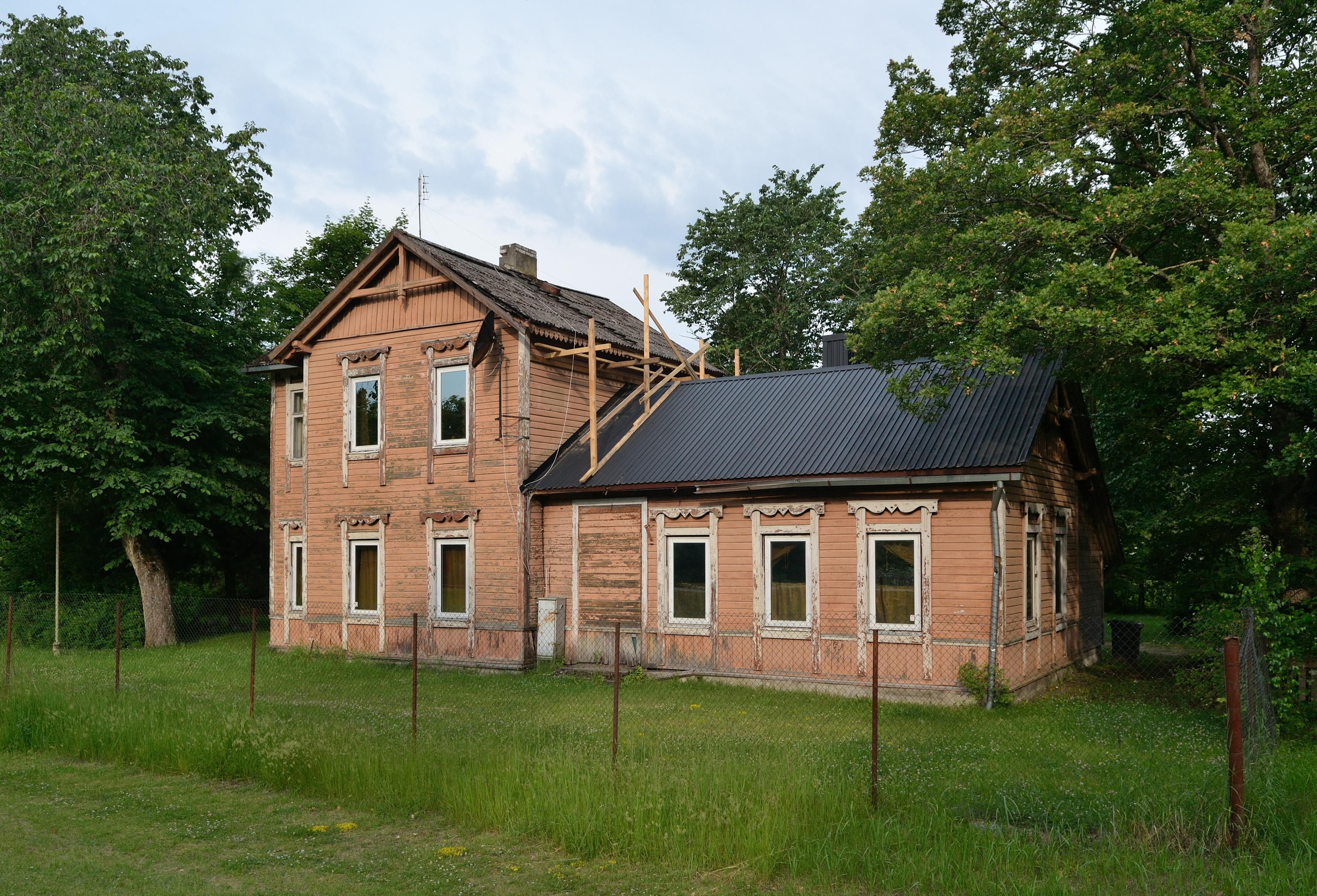
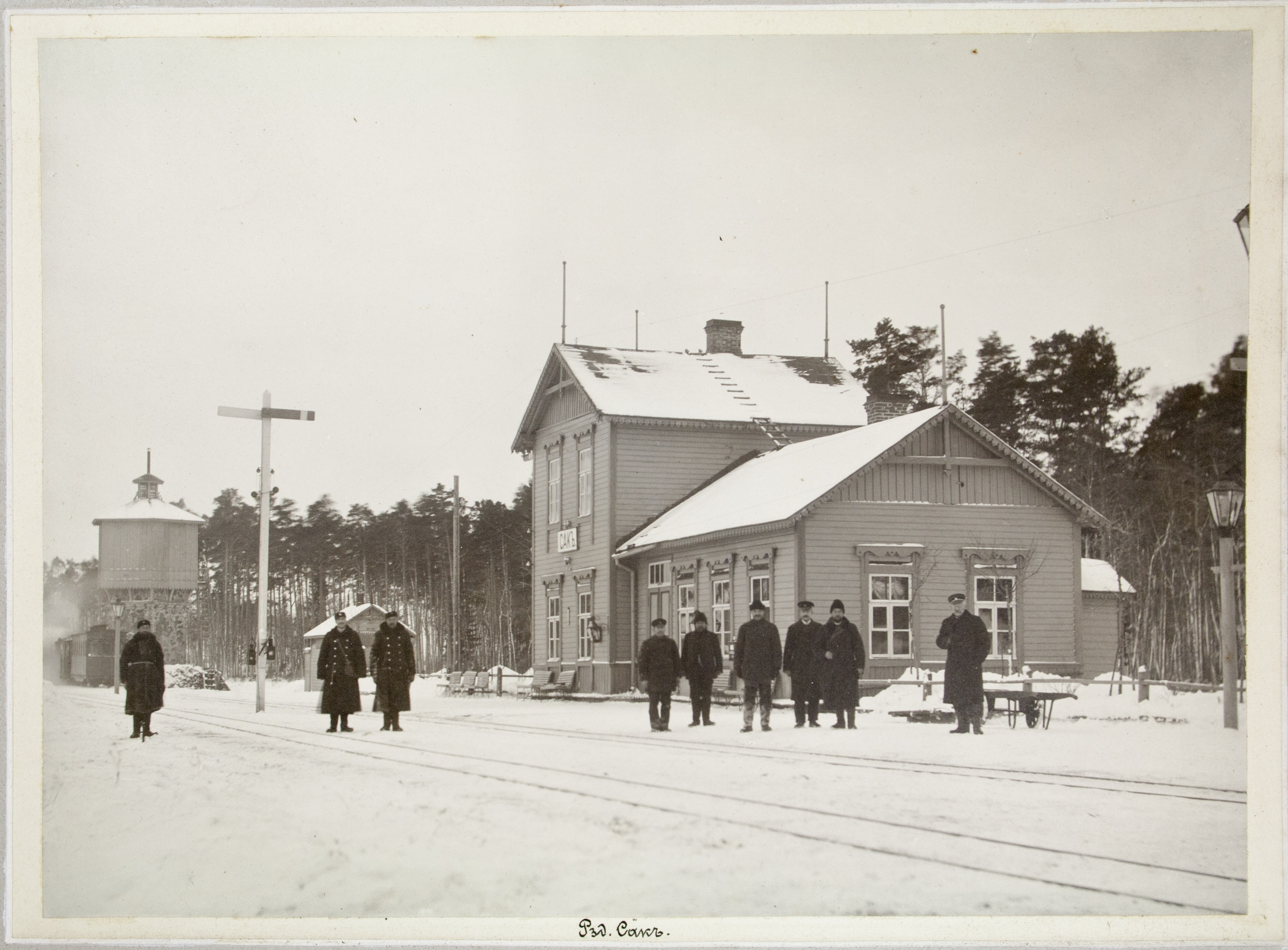
Stacja w czasach carskich
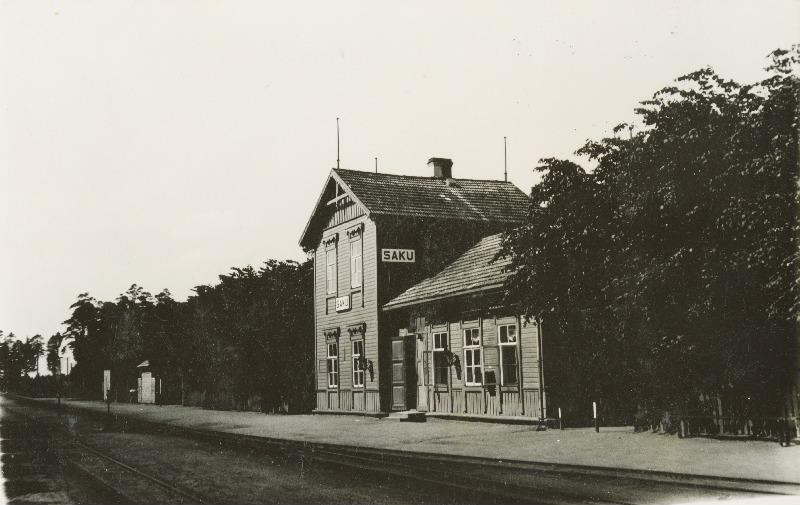
Stacja w 1933